# Kouka (langue)
Le kouka est une langue parlée au Tchad, dans la région du Batha, au centre du pays. Il est la langue maternelle d'au moins 75 000 locuteurs.

## Classification linguistique
On sait aujourd'hui que le kouka est un dialecte de la langue naba, avec le bilala et le medogo. À ce titre, il fait partie des langues sara-bongo-baguirmiennes, qui se rattachent aux langues soudaniques centrales.

## Localisation géographique
Le kouka est la langue vernaculaire du groupe ethnique des Koukas.
Le kouka est parlé dans le canton Koundjourou de la sous-préfecture du Batha. Il est aussi parlé à Ati et Oum Hadjer, ainsi que dans des zones autour de Bokoro, N'Goura et Moïto.